# Centro Estratégico Latinoamericano de Geopolítica
El Centro Estratégico Latinoamericano de Geopolítica (abreviado CELAG) es una institución dedicada al análisis de los fenómenos políticos, económicos y sociales de los países de América Latina y el Caribe. Fundado en el año 2014, su director ejecutivo es el economista y académico Alfredo Serrano Mancilla. Es uno de los principales centros de investigación de la región en materia de análisis geopolítico, estudios demoscópicos e investigación académica

## Orígenes y organigrama
Este centro de pensamiento cuenta en la actualidad con equipos de investigación en Argentina, Bolivia, Colombia, Ecuador, México, Chile, Paraguay y Venezuela, aunque su labor se extiende a todos los países del subcontinente, al Caribe y a Estados Unidos.
El órgano rector de CELAG es el Consejo Ejecutivo, cuya Dirección corresponde a Alfredo Serrano Mancilla y la Subdirección corre a cargo de Guillermo Oglietti. También forman parte del Consejo Ejecutivo: Gisela Brito, Alejandro Fierro, Nicolás Oliva, Gabriela Montaño, Silvina María Romano, Camila Vollenweider y Sergio Pascual.
El organigrama de CELAG incluye un Consejo Consultivo con los siguientes miembros: Rafael Correa, expresidente de Ecuador; el exvicepresidente boliviano, Álvaro García Linera; Emir Sader, sociólogo y politólogo brasileño; Héctor Díaz Polanco, antropólogo y sociólogo mexicano; la vocera presidencial chilena, Camila Vallejo; Atilio Borón, argentino y doctor en ciencia política por la Universidad de Harvard; el dirigente político y presidente de Colombia  Gustavo Petro; Maximiliano Reyes, subsecretario para América y Latina de la Secretaría de Relaciones Exteriores del Gobierno de México; el politólogo español y cofundador de Podemos, Juan Carlos Monedero; el periodista argentino Pedro Brieger; la periodista colombiana y directora de TeleSur, Patricia Villegas; y el excandidato a la Vicepresidencia de Paraguay por Alianza GANAR, Leonardo Rubín,

## Áreas de investigación
- Análisis Político. Hace un seguimiento exhaustivo de los fenómenos sociopolíticos de la región, tanto a nivel coyuntural como estructural, elaborando informes, estudios y artículos para una mejor comprensión de los mismos.
- Análisis Económico. Mantiene una atención preferencial a las relaciones económicas de América Latina, impulsando debates teóricos y trabajando en la formulación de políticas y herramientas concretas.
- Análisis Geopolítico. Las relaciones entre el subcontinente y la política económica del Norte son examinadas de forma permanente y con una perspectiva geoestratégica.
- Opinión pública y estudios electorales Contempla esta área con una mirada integral que abarca el análisis de los fenómenos electorales, así como su radiografía demoscópica a nivel cuantitativo y cualitativo. El área lleva realizadas39 encuestas a nivel regional y una docena de focus groups.

## Publicaciones
El Centro Estratégico Latinoamericano de Geopolítica mantiene una línea permanente de publicaciones de libros de análisis político, económico y social. Todas las obras se pueden descargar de forma gratuita en su página web. Entre los títulos publicados figuran los siguientes:
- Las vías abiertas de América Latina. Coordinada por Emir Sader, esta obra presenta una serie de ensayos sobre el panorama político actual de América Latina.[5]
- Cambio de época. Voces de América Latina. Coordinada por Gisela Brito y Agustín Lewit. Es una compilación de entrevistas a intelectuales, políticos y periodistas que reflexionan sobre los procesos progresistas que surgieron con el nuevo siglo.[6]
- América Latina en disputa (Autor: Alfredo Serrano). Análisis comparativo de los resultados de la implementación de las políticas neoliberales en Latinoamérica en el pasado siglo y las políticas de redistribución que llevaron a cabo los gobiernos progresistas en los comienzos de este siglo.[7]
- Hacia el Sur: migración intrarregional y construcción de la ciudadanía suramericana (Autor: Jacques Ramírez[8]). A partir de estudios transnacionales y posnacionales, Ramírez replantea los conceptos de identidad y estado nación, a la búsqueda del sueño de Bolívar de una única ciudadanía latinoamericana.
- Patria o dólar. Banco Central, corporaciones y especulación financiera (Autor: Alejandro Vanoli). El expresidente del Banco Central de Argentina centra su mirada en el área financiera para describir el enfrentamiento entre los proyectos progresistas y el neoconservadurismo en el terreno de la soberanía monetaria.[9]
- El pensamiento económico de Hugo Chávez (Autor: Alfredo Serrano). Es la crónica de cómo Chávez desafió al pensamiento neoliberal hegemónico y demostró que era posible una política económica que combinara desarrollo con justicia social.[10]
- Disputas por el poder: coyuntura electoral en América Latina 2014. Editado por Sergio Martín-Carrillo y Esteban De Gori, es un estudio pormenorizado sobre los procesos electorales que se llevaron a cabo en ese año a cargo de un nutrido grupo de investigadores de CELAG.[11]
- Política y elecciones en América Latina. (Gisela Brito, Ava Gómez Daza) En base a un trabajo de investigación riguroso y desde la experiencia propia, estas páginas ofrecen una caja de herramientas teóricas y prácticas para implementar una campaña electoral profesional, que incluye desde orientaciones para el estudio de la opinión pública, la definición de la estrategia, y la elaboración de los mensajes[12]
- Lawfare. Guerra judicial y neoliberalismo en América Latina. (Compiladora: Silvina Romano) La supremacía y abuso del aparato judicial, articulada con la manipulación de la opinión operada por los medios de comunicación para expulsar de la política a determinados líderes y grupos, con el objetivo inmediato de restaurar el orden neoliberal, son algunas de las características de esta nueva forma de guerra.[13]
- Trumperialismo. Con datos muy precisos y contundentes, se comprueba la continuidad de esa política de sometimiento a los dictados del imperio por parte de un presidente como Donald Trump que muchos, engañosamente, creían que no colocaban a Latinoamérica y el Caribe dentro del alcance de sus radares de vigilancia geopolítica global[14]
- La mano visible de la banca invisible. Autores: Guillermo Oglietti y Sergio Páez. Un estudio en profundidad sobre la renta y el lucro de la banca en América Latina[15]

## LatinMod
El proyecto LatinMod, es un microsimulador de políticas fiscales para Latinoamérica. Actualmente, se encuentra coordinado por el economista ecuatoriano Nicolás Oliva.
LatinMod es un modelo que evalúa el impacto en las condiciones económicas y sociales de los hogares si se modificara un impuesto o transferencia pública. Este proyecto incluye hasta el momento la participación de Argentina, Bolivia, México, Paraguay, Uruguay y Venezuela.
En el marco del proyecto LatinMod, CELAG se encuentra abordando un proceso de coordinación con EuroMod, un microsimulador para los países de la Unión Europea desarrollado por la Universidad de Essex (Reino Unido), con el objetivo de realizar esta traslación sobre la base de su marco computacional.

## Área de Opinión pública
La unidad de trabajo demoscópico del CELAG lleva a cabo estudios de opinión tanto cuantitativos (encuestas) como cualitativos (grupos focales, grupos de discusión y entrevistas en profundidad). La unidad demoscópica ha desarrollado diferentes estudios en procesos electorales de Perú, Argentina, Colombia, Bolivia, Paraguay y Venezuela, entre otros países. Asimismo, el área de Opinión Pública lleva desarrolladas 39 encuestas en 8 países.
Las encuestas de CELAG han sido retomadas como insumo en trabajos académicos y replicadas por los principales medios internacionales y de la región tales como CNN, Infobae, Clarín, El Universal, El Deber, Público, entre otras.

## Formación[21]
CELAG ofrece una serie de cursos de formación en línea a través de su campus virtual. 
Entre los cursos que se ofertan figuran los siguientes: Herramientas de Análisis Político; Análisis Económico Latinoamericano; América Latina y el Caribe en la Geopolítica Estadounidense; América Latina en la Geopolítica de las Migraciones; Geopolítica e Integración Regional e Introducción a la Comunicación Política.
Figuras como el expresidente de Ecuador Rafael Correa y el secretario general de Podemos, Pablo Iglesias, colaboran como profesores invitados.